# Operación Tlatelolco
La Operación Tlatelolco fue un operativo militar llevado a cabo por la SEMAR, a partir del 2 al 6 de octubre de 2015, en los Estado de Sinaloa y Durango que culminó con un enfrentamiento para capturar al narcotraficante Joaquín Guzmán Loera, el cual fue herido y huyó del lugar.